# کنکورد وست (نیو ساوت ولز)
کنکورد وست (به انگلیسی: Concord West) یک منطقهٔ مسکونی در استرالیا است که در نیو ساوت ولز واقع شده‌است.